# Sin After Sin
Sin After Sin (укр. Гріх за гріхом) — третій студійний альбом англійського рок-гурту Judas Priest, який вийшов 8 квітня 1977 року на лейблі Columbia Records. Продюсером платівки виступив колишній бас-гітарист Deep Purple Роджер Ґловер. Це був дебютний альбом гурту на великому лейблі. Це також єдиний альбом команди, записаний з барабанщиком Саймоном Філіпсом, який замінив, на той час штатного барабанщика гурту Алана Мура.

## Фон
Після випуску своїх перших двох альбомів на невеликому лейблі Gull, Judas Priest стали незадоволені фінансовою підтримкою від лейблу. Їхній попередній альбом, Sad Wings of Destiny, привернув увагу CBS Records, і за допомогою нового менеджера Девіда Геммінґса група підписала контракт із CBS і отримала бюджет у розмірі 60 000 фунтів стерлінгів для запису наступного альбому. Перехід на CBS вимагав розірвання контракту з Gull, і як тільки юридичний пил влягся, гурт позбувся прав на перші два альбоми та всі пов'язані з ним записи.

## Запис
Репетиції проходили у лондонській студії Pinewood Studios, а запис розпочався у січні 1977 року на студії Ramport Studios гурту The Who у лондонському районі Баттерсі. Продюсером альбому був найнятий басист Deep Purple Роджер Ґловер, а інженером – Марк Додсон. Студійний досвід гурту під час роботи з Gull був менш ніж задовільним, особливо під час зведення Rocka Rolla, і спочатку вони дуже хотіли продюсувати Sin After Sin самостійно. Однак CBS наполягав на досвідченому продюсері. Було запропоновано Ґловера, і гурт погодився, але після однієї сесії гурт звільнив Роджера, повідомивши йому, що продовжить роботу самостійно. Після кількох тижнів боротьби з незадовільним записом гурт відкликав Ґловера, і сесії почалися заново, коли залишилося лише шість відведених днів. Також у цей період гурт розлучився з барабанщиком Аланом Муром, відчувши, що його техніка була занадто обмеженою для їхнього звучання, що розвивалося. Для завершення сесій був запрошений сесійний барабанщик Саймон Філліпс.
Альбом включає кавер-версію пісні Джоан Баез «Diamonds & Rust», рішення, яке було підтримано Ґловером в інтересах додавання треку з комерційним потенціалом. Дійсно, «Diamonds & Rust» стала першою піснею Judas Priest, яка потрапила в радіоефір, і, як повідомляється, кавер сподобався самій Баез. Це була друга спроба гурту зробити кавер на цю пісню, а попередня версія часів Gull Records була випущена лише у 1978 році на альбомі-компіляції The Best of Judas Priest і як бонус-трек на перевиданні альбому Rocka Rolla 1987 року.

## Пісні
Sinner
Пісня відкриває альбом спотвореним ефектом на початку, який переходить в абразивний гітарний риф. Вона розповідає про світ після ядерної війни, де «грішник» їде з Дияволом поруч, коли вони блукають у небі зі своїми союзниками, які, наче демонічні стерв'ятники, переслідують їх у пошуках мертвих тіл, слідуючи за ними.
Текст пісні дуже натхненний епохою холодної війни, коли обмежене суперництво і напруга між США і СРСР посилювалися. У цей період обидві країни змагалися за першість у гонці ядерних озброєнь. Карибська криза 1962 року часто вважається найбільш близькою до того, щоб холодна війна переросла у повномасштабну ядерну війну. Через приблизно тридцять років після початку холодної війни все ще існував широко розповсюджений страх перед ядерним конфліктом, що насувався. Ця пісня називається «Sinner» за назвою альбому, на яку посилається попередня пісня «Genocide», також про війну у глобальному масштабі.
Відкриваючий і найдовший трек альбому грався наживо майже на кожному концерті Judas Priest протягом наступних семи років.
Diamonds & Rust
Спершу це була фолк-пісня Джоан Баез, переспівана Judas Priest у стилі метал.
Starbreaker
Трек стоїть поряд з такими піснями, як «Sinner» з того ж альбому і «Tyrant» з попереднього альбому Sad Wings of Destiny, які досліджують теми містичних сутностей. Пісня може бути інтерпретована через релігійну призму як така, що уособлює ангела смерті. Ця небесна істота зображується як така, що приходить за померлою людиною, і, залежно від її чеснот і вірності, супроводжує її на небеса.
Last Rose of Summer

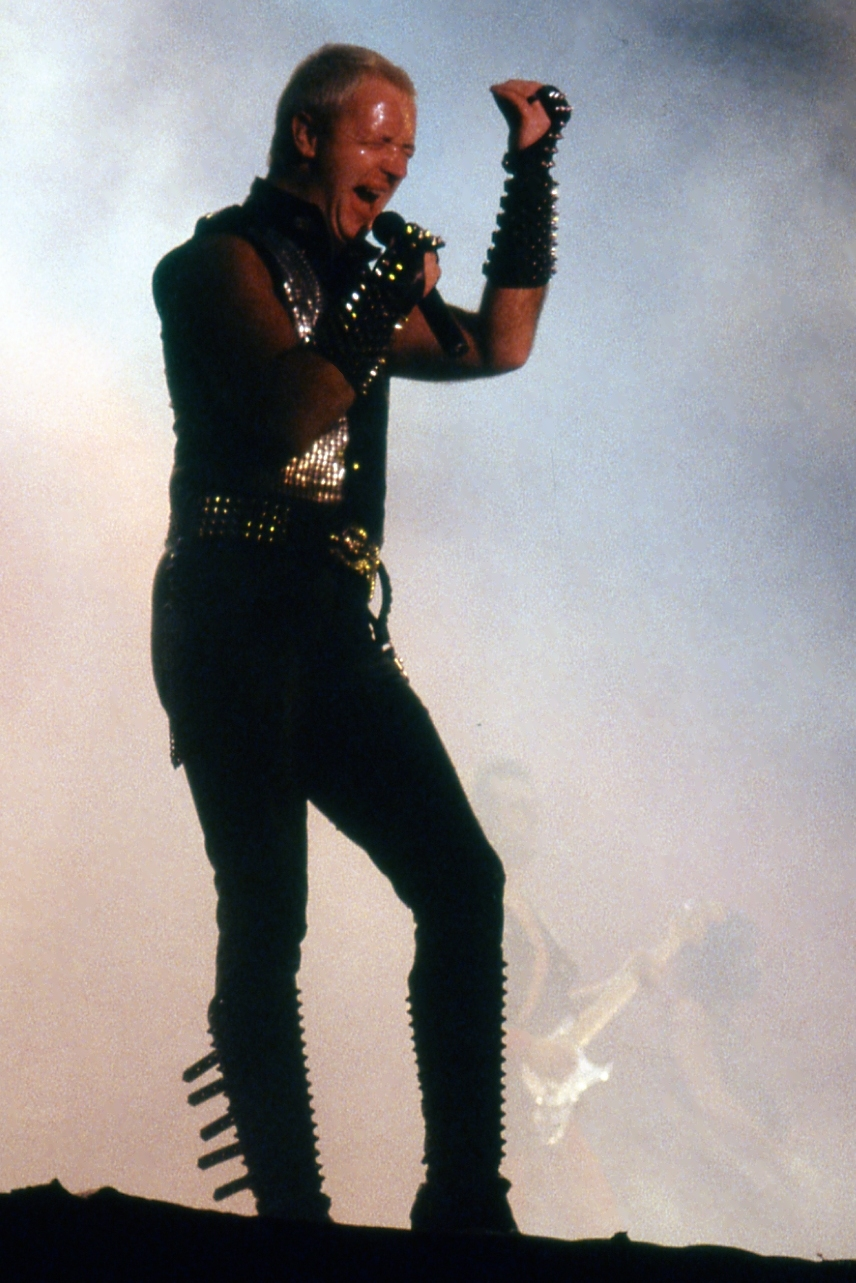
Гелфорд фігурує у якості співавтора всіх пісень з альбому, за вийнятком «Diamonds & Rust», написаної Джоан Баез

Одна з найлегших пісень Judas Priest, «Last Rose of Summer» – пісня про кохання, присвячена природним циклам. Віддавши останню троянду своїй коханій, фронтмен Роб Гелфорд співає: «Не впадай у відчай, мати-природа просто відпочиває».
|            | Назва «Last Rose of Summer» має дуже багато сенсу, вона змушує вас замислитися. Якщо ви говорите комусь «остання троянда літа», це не тільки зміна пір року, але це також може бути зміна стосунків. Це може бути завершення чогось. Це просто багатогранна можливість, і мені це подобається. |
| — Гелфорд, | |

Let Us Prey/Call for the Priest
|            | Це з альбому Sin After Sin, нашої першої співпраці з великим світовим лейблом. Це як заклик до згуртування або бойовий клич, якщо хочете. Він скликає всі сили металу разом і збирає їх у фокусі. Велика подорож Priest через десятиліття ось-ось продовжиться. Це чудовий вступ, який підготує вас до того, що буде далі. |
| — Гелфорд, | |

Raw Deal
«Нахабно гомоеротична» пісня «Raw Deal» була описана як пісня-камінг-аут Гелфорда і як «хеві-метал-пісня про права геїв». Гелфорд оголосив про свою гомосексуальну орієнтацію у 1998 році.
Here Come the Tears
У тексті пісні йдеться про самотність і про те, що людині вкрай необхідно бути коханою. Також він/вона виглядає втомленим/-ою і розчарованим/-ою, і не знає, скільки ще може взяти від свого життя. Коли Гелфорд починає наприкінці з диких криків, це звучить як вигнання нечистої сили і приносить похмурий настрій.
Dissident Aggressor
|            | Це про Берлінську стіну 1970 року чи щось таке. Я не міг заснути, тож вийшов прогулятися. Я підійшов до Берлінської стіни і піднявся на верхівку якоїсь коробки, схожої на стовп. Сторожової вежі. Це було в листопаді, було дуже холодно, і я дивився на Західний Берлін, який був яскраво освітлений – паби працювали і все таке. А східна частина була просто мертва. Було темно, не горіло жодного ліхтаря, і там були ці російські хлопці, які дивилися на мене в бінокль. Це стало початком того, про що співається в пісні: «Я знаю, хто я, я – Берлін». |
| — Гелфорд, | |

## Тур
Оскільки сесійний барабанщик Саймон Філліпс був зайнятий в іншій групі, він відмовився приєднатися до Judas Priest як постійний учасник. В результаті для наступного туру був найнятий колишній барабанщик Fancy Лес Бінкс. Знайомий продюсера Ґловера, Бінкс вмів грати на ударних з використанням бас-бочок, і був одним з небагатьох барабанщиків, які могли наживо повторити партії Філліпса.
Живий запис з їхнього хедлайнерського концерту в Кройдоні 1 травня 1977 року показує, що всі пісні альбому, окрім однієї, «Last Rose of Summer», були зіграні під час туру 1977 року. «Raw Deal» і «Here Come the Tears» виконувалися тільки на хедлайнерських концертах і назавжди пішли у відставку після цього туру, «Let Us Prey/Call for the Priest» також виконувалася кілька разів у 1978 році, «Sinner» і «Diamonds and Rust» стали постійними учасниками майбутніх сет-листів, а «Starbreaker» і «Dissident Aggressor» повернулися до сет-листів гурту після тривалої відсутності, у 2011 і 2008 роках відповідно.
За підтримки великого лейблу, Sin After Sin став першою в історії можливістю для Judas Priest відправитися в турне Сполученими Штатами, де вони виступали на розігріві у REO Speedwagon і Foreigner.

## Відгуки
Sin After Sin став найбільш комерційно успішним релізом Judas Priest на сьогоднішній день, досягнувши 23 місця в британському чарті альбомів. Цей успіх було важко повторити в США, де альбом не потрапив до чарту. На батьківщині гурт також зіткнувся з дещо ворожим прийомом або був повністю проігнорований музичною пресою, яка в той час була зосереджена на новому жанрі панк-року, що охопив Британію наприкінці 1970-х років. Хоча на це знадобилося кілька років, Sin After Sin став першим з одинадцяти послідовних альбомів Judas Priest, який отримав золотий або вищий ступінь сертифікації RIAA.
Альбом представив поєднання бас-барабанів та швидких шістнадцятинотних басових ритмів у поєднанні зі швидкими шістнадцятинотними гітарними ритмами, які стали визначальними для хеві-металу в наступні роки, особливо для піджанру треш-металу, що з'явився у 1980-х роках. Трек «Dissident Aggressor» став раннім прикладом темпу та агресії, які незабаром стануть синонімом нової хвилі британського хеві-металу. Автор Ендрю Л. Коуп назвав Sin After Sin ключовим альбомом у розвитку техніки хеві-металу, зокрема, за використання подвійної бочки.
Гітарист Anthrax Скотт Іен говорив, що інженерна робота Марка Додсона над цим альбомом (і пізніше над Defenders of the Faith 1984 року) надихнула гурт найняти його для продюсування альбому State of Euphoria 1988 року.

## Пакування та оформлення
Альбом став останнім студійним альбомом Judas Priest, на обкладинці якого було використано оригінальний логотип з «готично-курсивним шрифтом», хоча він буде використовуватися на пізніших перевиданнях Gull Records, що виходили до Sin After Sin.
Мавзолей, зображений на обкладинці альбому, заснований на фотографії єгипетського мавзолею, побудованого в 1910 році для полковника Олександра Ґордона, розташованого на території кладовища Патні-Вейл в Лондоні. Автором обкладинки є Рослав Шайбо.
Це був перший (у порядку виходу) з основних альбомів Judas Priest, який був ремастерингований у 2001 році разом з іншими студійними записами від Stained Class до Painkiller. У ремастері була виправлена помилка в трек-листі – «Call for the Priest», яка утворює один трек з «Let Us Prey», до цього часу помилково була вказана як така, що утворює один трек з «Raw Deal».

## Натхненні назви гуртів
Гурт Starbreaker, утворений у 2005 році на чолі з вокалістом TNT Тоні Гарнеллом, на стиль співу якого в роки його становлення значний вплив мав Роб Гелфорд, назвав себе на честь пісні «Starbreaker». Німецький гурт Sinner та його вокаліст/басист Мет Сіннер, отримали свої імена від пісні «Sinner». У 1997 році Мет Сіннер створив звуконаслідування Judas Priest – Primal Fear, чий вокаліст Ральф Шіперс був у списку вокалістів, які розглядалися як заміна Гелфорду.

## Список композицій
| Сторона А | Сторона А             | Сторона А                      | Сторона А  |
| #         | Назва                 | Автор                          | Тривалість |
| --------- | --------------------- | ------------------------------ | ---------- |
| 1.        | «Sinner»              | Роб Гелфорд, Ґленн Тіптон      | 6:45       |
| 2.        | «Diamonds & Rust»     | Джоан Баез                     | 3:27       |
| 3.        | «Starbreaker»         | Гелфорд, Тіптон, К. К. Даунінґ | 4:49       |
| 4.        | «Last Rose of Summer» | Гелфорд, Тіптон                | 5:37       |

| Сторона Б | Сторона Б                         | Сторона Б                | Сторона Б  |
| #         | Назва                             | Автор                    | Тривалість |
| --------- | --------------------------------- | ------------------------ | ---------- |
| 5.        | «Let Us Prey/Call for the Priest» | Гелфорд, Даунінґ, Тіптон | 6:12       |
| 6.        | «Raw Deal»                        | Гелфорд, Тіптон          | 6:00       |
| 7.        | «Here Come the Tears»             | Гелфорд, Тіптон          | 4:36       |
| 8.        | «Dissident Aggressor»             | Гелфорд, Даунінґ, Тіптон | 3:07       |

| Бонус треки 2001 року | Бонус треки 2001 року                                                                               | Бонус треки 2001 року    | Бонус треки 2001 року |
| #                     | Назва                                                                                               | Автор                    | Тривалість            |
| --------------------- | --------------------------------------------------------------------------------------------------- | ------------------------ | --------------------- |
| 9.                    | «Race with the Devil» (Кавер версія пісні гурту The Gun, була записана під час сесій Stained Class) | Едріан Ґурвіц            | 3:06                  |
| 10.                   | «Jawbreaker» (Наживо з Лонг-Біч Арени, Лонг-Біч, 5 травня 1984 рік)                                 | Гелфорд, Даунінґ, Тіптон | 4:02                  |

## Учасники запису
Judas Priest
- Роб Гелфорд — вокал
- К. К. Даунінґ — гітари
- Ґленн Тіптон — гітари, фортепіано на «Here Come the Tears», аранжування на «Diamonds and Rust», орган на «Let Us Pray»
- Іен Гілл — бас-гітара

Додаткові музиканти
- Саймон Філліпс — ударні та перкусія
- Лес Бінкс — ударні (трек 9)
- Дейв Голланд — ударні (трек 10)

Виробництво
- Wessex Sound Studios — місце зведення
- Продюсери: Роджер Ґловер і Judas Priest
- Звукоінженер: Марк Додсон
- Артдиректор: Рослав Шайбо
- Дизайн і фотографії: Боб Карлос Кларк

## Чарти
| Чарти (1977)               | Найвища позиція |
| -------------------------- | --------------- |
| Швеція (Sverigetopplistan) | 49              |
| Велика Британія (OCC)      | 23              |

## Сертифікації
| Регіон                                             | Сертифікація | Продажі  |
| -------------------------------------------------- | ------------ | -------- |
| США (RIAA)                                         | Золотий      | 500 000^ |
| ^відвантаження, що базуються лише на сертифікаціях |              |          |